# Talsperre Baldhill
Die Talsperre Baldhill (englisch Baldhill Dam) befindet sich im Barnes County im US-Bundesstaat North Dakota. Sie staut den Sheyenne River zum Stausee Ashtabula (englisch Lake Ashtabula) auf. Die Talsperre wurde 1951 fertiggestellt. Die Stadt Valley City liegt ca. 15 km südöstlich der Talsperre.
Der Kongress der Vereinigten Staaten ermächtigte das United States Army Corps of Engineers (USACE) 1944, am Sheyenne River einen Staudamm zu errichten. Der Staudamm ging 1950 in Betrieb und wurde 1951 endgültig fertiggestellt. Er dient der Wasserversorgung und dem Hochwasserschutz.

## Absperrbauwerk
Das Absperrbauwerk ist ein Erdschüttdamm mit einer Höhe von ungefähr 18 m (60 ft). Die Länge der Dammkrone beträgt 548 m (1800 ft). Die Wehranlage mit den drei Wehrfeldern befindet sich am rechten Ufer. Über die Wehranlage können maximal 3.568 m³/s (126.000 ft³/s) abgeleitet werden.

## Stausee
Beim normalen Stauziel erstreckt sich der Stausee über eine Fläche von rund 22 km² (8,5 mi²). Er fasst bei diesem Stauziel 85,7 Mio. m³ (69.500 acre-feet) Wasser. Maximal können im Stausee 192,4 Mio. m³ (156.000 acre-feet) gespeichert werden.